# Тунвэньгуань

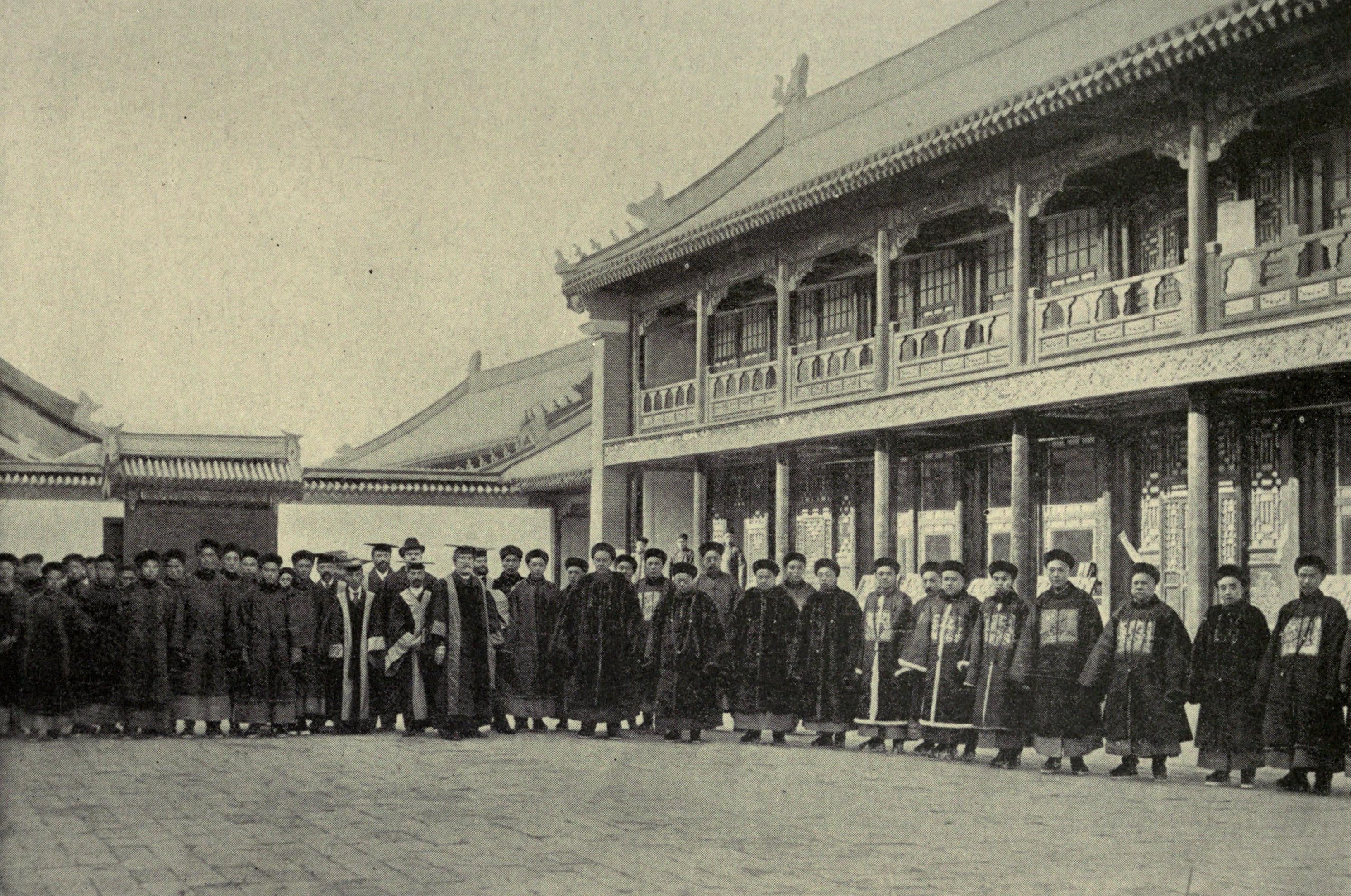
Ученики и преподаватели училища в начале XX века

Тунвэньгуань (кит. 同文舘, пиньинь Tóngwén guǎn) — училище, учрежденное в 1862 году в Пекине для обучения китайцев иностранным языкам и наукам в период китайской истории, известный как «Движение самоусиления».

## Краткие сведения
Первоначально в нём преподавались языки русский, английский и французский, затем были введены немецкий язык, химия, естественная история, математика, физика, астрономия, механика, политическая экономия, международное право и в качестве необязательных предметов — анатомия и физиология; из языков предоставлялось изучать один, по собственному выбору. Курс ученья восьмилетний, первые три года посвящались преимущественно изучению языков. Школа состояла под наблюдением Цзун-ли-ямыня, члены которого принимают деятельное участие в испытаниях, в ведении главного инспектора морских таможен. Преподавание велось иностранцами и китайцами. По окончании курса ученики получали должности переводчиков при Цзун-ли-ямыне.
В 1902 году училище вошло в состав Пекинского университета.

## Источник
- Тун-вэнь-гуань // Энциклопедический словарь Брокгауза и Ефрона : в 86 т. (82 т. и 4 доп.). — СПб., 1890—1907.